# Ярцево (Вязниковский район)
Ярцево — упразднённая деревня в Вязниковском районе Владимирской области России. В настоящий момент территория бывшей деревни входит в черту города Вязники.

## География
Находилась на северо-востоке области, в зоне хвойно-широколиственных лесов, в пределах Волжско-Окского междуречья, к югу от реки Клязьмы, в западной части современной территории города Вязники.

### Климат
Климат характеризуется как умеренно континентальный. Средняя температура воздуха самого холодного месяца (января) — −11,1 °C (абсолютный минимум — −48 °С), средняя максимальная температура воздуха (июля) — +23,3 °С (абсолютный максимум — +37 °С). Годовое количество атмосферных осадков составляет около 607 мм, из которых 413 мм выпадает в период с апреля по октябрь.

## История
В «Списке населенных мест Владимирской губернии по сведениям 1859 года» населённый пункт упомянут как удельная деревня Вязниковского уезда, расположенная в 2 верстах от уездного города. В деревне насчитывалось 8 дворов и проживало 52 человека (26 мужчин и 26 женщин).
По состоянию на 1905 год, в Ярцеве имелось 12 дворов и проживало 73 человека. В административном отношении деревня входила в состав Станковской волости.
По данным 1926 года в деревне имелось 28 хозяйств (в том числе 17 крестьянских) и проживало 162 человека (105 мужчин и 148 женщин). Являлась частью Петринского сельсовета Вязниковской волости, в состав которого входил также посёлок Ярцевский.